# Penicillium flavigenum
Penicillium flavigenum är en svampart som beskrevs av Frisvad & Samson 1997. Penicillium flavigenum ingår i släktet Penicillium och familjen Trichocomaceae.   Inga underarter finns listade i Catalogue of Life.